# فیض در مسیحیت
در الهیات مسیحی، منظور از فیض همان عشق و رحمت خداوند است که او به بندگانش عطا کرده‌است زیرا به اعتقاد مسیحیان، خداوند می‌خواهد انسان آن را داشته باشد، نه الزاماً به دلیل کاری که برای کسب آن انجام داده‌است.
فضل الهی، لطف و رحمت است، در واقع انسان با دریافت فیض خداوند، توانایی آن را پیدا می‌کند که پاسخگوی دعوت او برای تبدیل شدن به فرزندان خداوند شود و لایق زندگی در نزد خداوند و زندگی ابدی شود. مسیحیان بر این باورند که این یک هدیه از طرف خداوند است.
همچنین این یک صفت خداوند است که در نجات گناهکاران آشکار می‌شود.